# Bate la orice ușă
Bate la orice ușă (în engleză Knock on Any Door) este un film noir de proces regizat de Nicholas Ray după un scenariu de John Monks Jr. și Daniel Taradash. Este bazat pe un roman omonim din 1947 de Willard Motley. În rolurile principale au interpretat actorii Humphrey Bogart și John Derek.
A fost produs de studiourile Santana Productions și a avut premiera la 22 februarie 1949 (New York City), fiind distribuit de Columbia Pictures. Coloana sonoră este compusă de George Antheil. A avut încasări de 2,1 milioane de dolari americani.

## Distribuție
Au interpretat actorii:

- Humphrey Bogart - Andrew Morton
- John Derek - Nick Romano
- George Macready - Dist. Atty. Kerman
- Allene Roberts - Emma
- Candy Toxton - Adele Morton (ca - Susan Perry)
- Mickey Knox - Vito
- Barry Kelley - Judge Drake

Nemenționați
- Cara Williams - Nelly Watkins
- Jimmy Conlin - Kid Fingers
- Sumner Williams - Jimmy
- Sid Melton - "Squint" Zinsky
- Pepe Hern - Juan Rodriguez
- Dewey Martin - Butch
- Davis Roberts - Jim 'Sunshine' Jackson
- Houseley Stevenson - Junior
- Vince Barnett - Bartender
- Thomas Sully - Officer Hawkins
- Florence Auer - Aunt Lena
- Pierre Watkin - Purcell
- Gordon Nelson - Corey
- Argentina Brunetti - Ma Romano
- Dick Sinatra - Julian Romano
- Carol Coombs - Ang Romano
- Joan Baxter - Maria Romano
- Dooley Wilson - Piano player

## Continuare
În 1960 o continuare a filmului, Let No Man Write My Epitaph, a fost produsă și regizată de Philip Leacock cu Burl Ives, Shelley Winters, James Darren, Ella Fitzgerald în rolurile principale. S-a bazat pe un roman omonim din 1958 de Willard Motley.